# بليندا ديفيس
بليندا ديفيس (بالإنجليزية: Belinda Davis)‏ هي مؤرخة أمريكية، ولدت في 13 يوليو 1959.